# Naruto Shippūden 7: La Última
Naruto Shippūden 7: La Última (título original The Last: Naruto the Movie) es la décima película de la serie de Naruto, y la séptima basada en Naruto: Shippuden. Conmemorando el 15 aniversario de la franquicia, es también la primera película cuyos acontecimientos son canónicos con la línea temporal de la serie. Su estreno en teatros fue el 6 de diciembre de 2014.

## Argumento
Dos años después de los sucesos de la Cuarta Gran Guerra Mundial Shinobi, la luna que Hagoromo Ōtsutsuki creó hace tiempo para mantener sellada la estatua Gedō comienza a descender hacia el planeta, amenazando con destruir todo en el impacto. En medio de la crisis, un misterioso hombre llamado Toneri Ōtsutsuki, quien es descendiente directo de Kaguya Ōtsutsuki, intenta secuestrar a Hinata Hyuga pero termina llevándose a su hermana menor Hanabi por error. Mientras tanto, Naruto comienza a darse cuenta de sus sentimientos por Hinata durante el festival de invierno de Konoha. Finalmente, Hinata también es secuestrada. Naruto y sus amigos ahora adultos se verán involucrados en una última batalla que decidirá el destino del mundo.

## Reparto
| Personaje        | Seiyuu            |
| ---------------- | ----------------- |
| Naruto Uzumaki   | Junko Takeuchi    |
| Sasuke Uchiha    | Noriaki Sugiyama  |
| Toneri Ōtsutsuki | Jun Fukuyama      |
| Sakura Haruno    | Chie Nakamura     |
| Sai              | Satoshi Hino      |
| Hinata Hyuga     | Nana Mizuki       |
| Kakashi Hatake   | Kazuhiko Inoue    |
| Rock Lee         | Yōichi Masukawa   |
| Tenten           | Yukari Tamura     |
| Shikamaru Nara   | Showtaro Morikubo |
| Choji Akimichi   | Kentarō Itō       |
| Ino Yamanaka     | Ryōka Yuzuki      |
| Kiba Inuzuka     | Kōsuke Toriumi    |
| Shino Aburame    | Shinji Kawada     |
| Gaara            | Akira Ishida      |
| Temari           | Romi Paku         |
| Hanabi Hyuga     | Kiyomi Asai       |

## Curiosidades
- La banda Sukima Switch realizó el tema oficial de la cinta (titulado "Hoshi no Utsuwa", literalmente "El recipiente de la estrella".), además la imagen de la portada del disco muestra a Naruto y Hinata caminando juntos.
- Se reveló que Toneri Ōtsutsuki es un descendiente de Hagoromo y haciendo uso de sus poderes hizo que la Luna impacte contra la Tierra a modo de un gran meteoro que amenazará la vida en el planeta.